# Noctilio albiventris
Noctilio albiventris је врста слепог миша из породице љиљака рибара (Noctilionidae).

## Распрострањење
Врста је присутна у Аргентини, Белизеу, Боливији, Бразилу, Гвајани, Гватемали, Еквадору, Костарици, Мексику, Никарагви, Панами, Парагвају, Перуу, Салвадору, Француској Гвајани и Хондурасу.

## Станиште
Врста Noctilio albiventris има станиште на копну.

## Угроженост
Ова врста није угрожена, и наведена је као последња брига јер има широко распрострањење.

### Популациони тренд
Популација ове врсте је стабилна, судећи по доступним подацима.